# Etta Cameron
Etta Cameron (21. november 1939 i Nassau, Bahamas – 4. marts 2010 i Aarhus), egentlig Ettamae Louvita Coakley, var en dansk sanger og skuespiller. Hun sang især i jazz- og gospel-genrerne og var med til at præge det danske musikliv herigennem, siden hun kom til Danmark i begyndelsen af 1970'erne. Hun blev udnævnt til ridder af Dannebrog i 1997.
Etta Cameron var blandt andet kendt for at medvirke som dommer i de to første sæsoner af underholdningsprogrammet Scenen er din.
Hun kom til Danmark efter at være blevet smuglet ud fra DDR, hvor hun var strandet i fem år, efter at hun i forbindelse med et engagement i Østberlin havde mistet sit pas.
Etta Cameron havde to børn, Debbie og Steve, hvoraf Debbie Cameron er gået i sin mors fodspor som sanger. Etta Cameron led i mange år af kræft, som endte med blive årsag til hendes død. Den 13. marts 2010 blev Etta Cameron begravet fra Christians Kirke i København og jordfæstet på Assistens Kirkegård.

## Diskografi
Der er udkommet følgende album med Etta Cameron som solist:
- Come Together with Etta (1975)
- I'm a Woman (1976)
- Mayday (1980, live fra Vognporten, København)
- Easy (1981 – som Etta Cameron Jazz Group)
- My Gospel (1987 – med Sokkelund Sangkor)
- A Gospel Concert with Etta Cameron (1995)
- Lovesongs (1995 – med Horace Parlan)
- Etta Cameron mit NDR Big Band (1996)
- Certainly Lord (1996)
- My Christmas (1996)
- Etta Cameron, Ole Kock Hansen and Tuxedo Big Band (1998)
- A Gospel Concert with Etta Cameron, vol. 2 (2000)
- I Have a Dream (2000)
- Lady Be Good (2003 – med DR Big Bandet)
- Her vil ties, her vil bies (2005)
- Spirituals (2008 – med Nikolaj Hess)
- Etta (2009 – med Nikolaj Hess m.fl.)

## Filmografi
- Mit mir nicht, Madam! (1969)
- Peter von Scholten (1987)
- Mimi og madammerne (1998)